# Maison Weckman
La maison Weckman (finnois : Weckmanin talo) est un bâtiment construit dans le quartier de Vanhatulli à Oulu en Finlande.

## Galerie

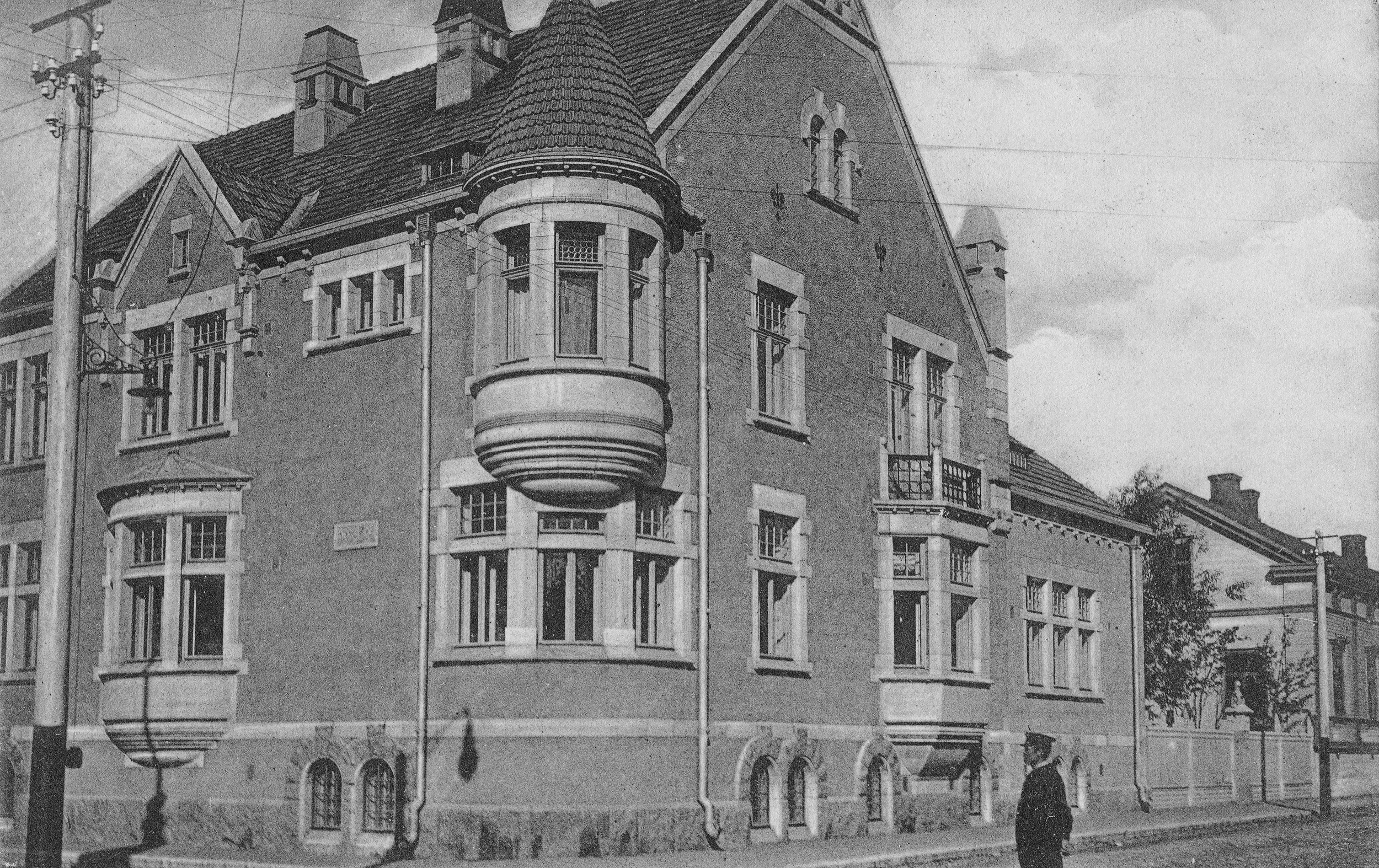
La maison Weckman dans son style Art nouveau d'origine.
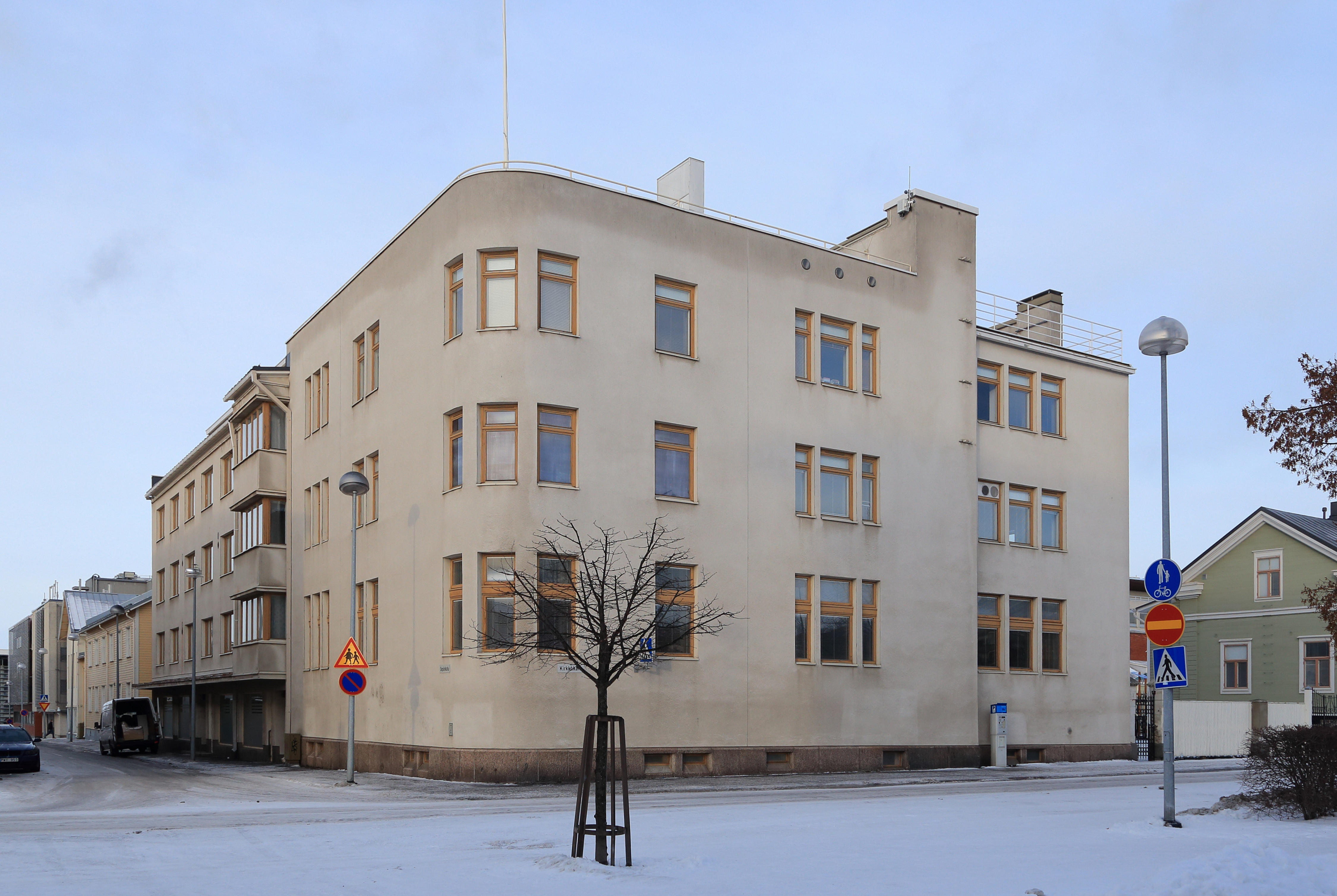
La maison Weckman dans son style Fonctionnaliste
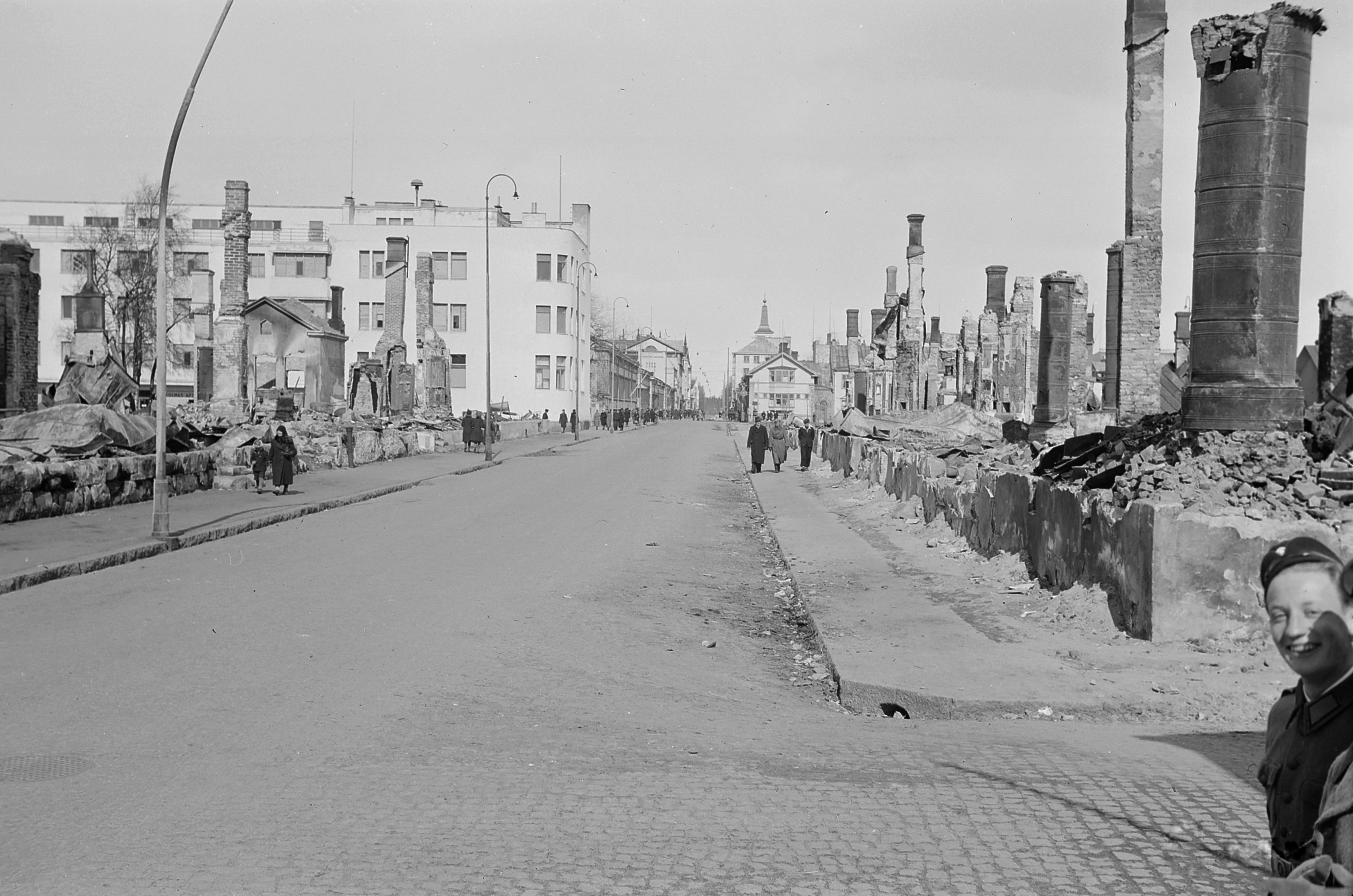
La rue Kirkkokatu après le bombardement d'Oulu par l'URSS en 1944.